# Программирование наборов ответов
Программирование наборов ответов (англ. Answer set programming, ASP) — форма декларативного программирования, ориентированная на сложные (в основном NP-трудные) задачи поиска, основывающееся на свойствах стабильной семантики логического программирования. Задача поиска — вычисление устойчивой модели и наборов решателей (англ. answer set solvers) — программ для генерации устойчивых моделей, которые используются для поиска. Вычислительный процесс, включённый в конструкцию набора решателей, — это надстройка над DPLL-алгоритмом, который всегда конечен (в отличие от оценки запроса в Прологе, которая может привести к бесконечному циклу).
В более общем смысле техника включает все приложения из наборов ответов для представления знаний и использует оценки запросов в стиле Prolog для решения проблем, возникающих в этих наборах.

## История
Метод планирования, предложенный в 1993 году Димопулосом, Небелем и Кёлером, является ранним примером программирования набора ответов. Их подход основан на взаимосвязи между планами и стабильными моделями. Soininen и Niemelä применили то, что теперь известно как программирование на основе ответа, к проблеме конфигурации продукта. Использование решающих наборов ответов для поиска было идентифицировано как новая парадигма программирования Марека и Трущинского в статье, появившейся в 25-летней перспективе по парадигме логического программирования, опубликованной в 1999 году и в [Niemelä 1999]. Действительно, новая терминология «набора ответов» вместо «стабильной модели» была впервые предложена Лифшицем в статье, выходящей в том же ретроспективном объёме, что и статья Марека-Трущинского.

## AnsProlog
Lparse — программа, изначально была создана, как инструмент формирования базовых высказываний заземления (англ. Symbol grounding problem) для вычисления логических высказываний smodels. AnsProlog — язык, используемый Lparse, используется как в Lparse, так и в таких решателях, как assat, clasp, cmodels], gNt, nomore++ и pbmodels.
Программа на AnsProlog составляется из правил вида:
```
<
head
>
 
:-
 
<
body
>
 
.

```

Символ :- («if») убирается, если <body> пуст; такие правила называются фактами. Простейший вид правил Lparse — это правила с ограничениями.
Ещё одной полезной конструкцией является выбор. Например, правило:
```
{
p
,
q
,
r
}.

```

означает: выбрать случайно, какой из атомов {\displaystyle p,q,r} включить в стабильную модель. В lparse-программе, которая содержит это правило и больше никаких других правил, имеет 8 стабильных моделей подмножеств {\displaystyle \{p,q,r\}}. Определение стабильных моделей было ограничено до программ с выбором правил. Выбор правил также может использоваться для сокращения формул логики.
Например, правило выбор можно рассматривать как сокращение для совокупности трех формул «исключенного третьего»:
{\displaystyle (p\lor \neg p)\land (q\lor \neg q)\land (r\lor \neg r).}

Язык lparse позволяет нам писать «ограничения» правил выбора, такие как
```
1
{
p
,
q
,
r
}
2.

```

Это правило говорит: выбрать минимум один из атомом, но не более двух. Правило можно быть представлено в виде логической формулы:
{\displaystyle (p\lor \thicksim p)\land (q\lor \thicksim q)\land (r\lor \thicksim r)\land (p\lor q\lor r)\land \thicksim (p\land q\land r)}

Границы множества также могут быть использованы в качестве ограничения, например:
```
:-
 
2
{
p
,
q
,
r
}.

```

Добавление этого ограничения в программу Lparse устраняет устойчивые модели, которые содержат менее двух атомов. Правило можно быть представлено в виде логической формулы:
{\displaystyle \thicksim ((p\land q)\lor (p\land r)\lor (q\land r))}.
Переменные (в верхнем регистре, как и в языке Prolog), используются в Lparse для укорачивания коллекций правил, Например, Lparse программа:
```
p
(
a
).
 
p
(
b
).
 
p
(
c
).

q
(
X
)
 
:-
 
p
(
X
),
 
X
!
=
a
.

```

имеет то же значение, что и:
```
p
(
a
).
 
p
(
b
).
 
p
(
c
).

q
(
b
).
 
q
(
c
).

```

Программа:
```
p
(
a
).
 
p
(
b
).
 
p
(
c
).

{
q
(
X
):-
p
(
X
)}
2.

```

Это укороченная версия:
```
p
(
a
).
 
p
(
b
).
 
p
(
c
).

{
q
(
a
),
q
(
b
),
q
(
c
)}
2.

```

Диапазон имеет вид:
```
<
Predicate
>
(
start
..
end
)

```

где начало и конец — это константные арифметические значения. Диапазон — условное сокращение, которое используется в основном для обозначения числовых значений групповым способом.

Например факт:
```
a
(
1..3
).

```

Это укороченная версия:
```
a
(
1
).
 
a
(
2
).
 
a
(
3
).

```

Диапазоны также могут быть использованы в правилах со следующей семантикой:
```
p
(
X
)
:
q
(
X
)

```

Если расширение q є {q(a1); q(a2); … ; q(aN)}, то вышеуказанное выражение семантически эквивалентно записи : p(a1), p(a2), … , p(aN).
Например:
```
q
(
1..2
).

a
 
:-
 
1
 
{
p
(
X
)
:
q
(
X
)}.

```

Это укороченная версия:
```
q
(
1
).
 
q
(
2
).

a
 
:-
 
1
 
{
p
(
1
),
 
p
(
2
)}.

```

## Генерация устойчивых моделей
Для нахождения устойчивой модели в Lparse-программе, которая хранится в файле ${filename} используется команда
```
% 
lparse
 
${
filename
}
 
|
 
smodels

```

Параметр 0 заставляет smodels найти все устойчивые модели программы. Например, если файл test содержит правила:
```
1
{
p
,
q
,
r
}
2.

s
 
:-
 
not
 
p
.

```

тогда команда выдаст:
```
% 
lparse
 
test
 
|
 
smodels
 
0

Answer: 1

Stable Model: q p 

Answer: 2

Stable Model: p 

Answer: 3

Stable Model: r p 

Answer: 4

Stable Model: q s 

Answer: 5

Stable Model: r s 

Answer: 6

Stable Model: r q s

```

## Примеры программ ASP

### Раскраска графа
n-раскраска графа {\displaystyle G=\left\langle V,E\right\rangle } — это функция {\displaystyle color:V\to \{1,\dots ,n\}} такая, что {\displaystyle color(x)\neq color(y)} для каждой пары смежных вершин {\displaystyle (x,y)\in E}. Мы хотели бы использовать ASP, чтобы найти {\displaystyle n}-покраску данного графа (или определить, что её не существует).
Это можно сделать с помощью следующей программы Lparse:
```
c
(
1.
.
n
).
                                           

1
 
{
color
(
X
,
I
)
 
:
 
c
(
I
)}
 
1
 
:-
 
v
(
X
).
             

:-
 
color
(
X
,
I
),
 
color
(
Y
,
I
),
 
e
(
X
,
Y
),
 
c
(
I
).

```

Первая строка определяет номера {\displaystyle 1,\dots ,n} цветов. В зависимости от выбора правил в строке 2, уникальный цвет {\displaystyle i} должен быть назначен для каждой вершины {\displaystyle x}. Ограничение в строке 3 запрещает назначать один и тот же цвет к вершине {\displaystyle x} и {\displaystyle y}, если существует ребро, соединяющее их.
Если совместить этот файл с определением {\displaystyle G}, таким как:
```
v
(
1..100
).
 
% 1,...,100 вершины

e
(
1
,
55
).
 
% существует ребро между 1 и 55

.
 
.
 
.

```

и запустить smodels на нём, с числовым значением {\displaystyle n} указанным в командной строке, тогда атомы формы {\displaystyle color(\dots ,\dots )}в исходных данных smodels будут представлять собой {\displaystyle n}-раскраску {\displaystyle G}.
Программа в этом примере иллюстрирует «generate-and-test» организацию, которая часто встречается в простых ASP-программах. Правило выбор описывает набор «потенциальных решений». Затем следует ограничение, которое исключает все возможные решения, которые не приемлемы. Однако сам процесс поиска, который принимает smodels и другие наборы решателей не основаны методе проб и ошибок.

### Задача о клике
Кликой в графе называют набор попарно смежных вершин. Следующая lparse-программа находит клику размера {\displaystyle \geq n} в данном графе, или определяет, что она не существует:
```
n
 
{
in
(
X
)
 
:
 
v
(
X
)}.

:-
 
in
(
X
),
 
in
(
Y
),
 
v
(
X
),
 
v
(
Y
),
 
X
!
=
Y
,
 
not
 
e
(
X
,
Y
),
 
not
 
e
(
Y
,
X
).

```

Это ещё один пример generate-and-test организации. Выбор правил в строке 1 «создает» все наборы, состоящие из вершин {\displaystyle \geq n}. Ограничения в строке 2 «отсеивают» те наборы, которые не являются кликами.

### Гамильтонов цикл
Гамильтонов цикл в ориентированном графе — цикл, который проходит через каждую вершину графа ровно один раз. Следующая lparse-программа может быть использована для поиска гамильтонова цикла в заданном ориентированном графе, если он существует; предполагается, что 0 — это одна из вершин:
```
{
in
(
X
,
Y
)}
 
:-
 
e
(
X
,
Y
).

:-
 
2
 
{
in
(
X
,
Y
)
 
:
 
e
(
X
,
Y
)},
 
v
(
X
).

:-
 
2
 
{
in
(
X
,
Y
)
 
:
 
e
(
X
,
Y
)},
 
v
(
Y
).

r
(
X
)
 
:-
 
in
(
0
,
X
),
 
v
(
X
).

r
(
Y
)
 
:-
 
r
(
X
),
 
in
(
X
,
Y
),
 
e
(
X
,
Y
).

:-
 
not
 
r
(
X
),
 
v
(
X
).

```

Правило выбора в строке 1 «создаёт» все подмножества набора рёбер. Три ограничения «отсеивают» те подмножества, которые не являются гамильтоновыми циклами. Последний из них использует вспомогательный предикат {\displaystyle r(x)} («{\displaystyle x} достижимый из 0»), чтобы запретить вершины, которые не удовлетворяют этому условию. Этот предикат определяется рекурсивно в строках 4 и 5.

### Синтаксический анализ
Обработка естественного языка и синтаксический анализ могут быть сформулированы как проблема ASP.
Следующий код анализирует латинскую фразу Puella pulchra in villa linguam latinam discit — «красивая девушка учится латыни в деревне».
Синтаксическое дерево выражено дуговыми предикатами, которые означают зависимости между словами в предложении.
Вычисленная структура — это линейно упорядоченное дерево.
```
% ********** input sentence **********

word
(
1
,
 
puella
).
 
word
(
2
,
 
pulchra
).
 
word
(
3
,
 
in
).
 
word
(
4
,
 
villa
).
 
word
(
5
,
 
linguam
).
 
word
(
6
,
 
latinam
).
 
word
(
7
,
 
discit
).

% ********** lexicon **********

1
{
 
node
(
X
,
 
attr
(
pulcher
,
 
a
,
 
fem
,
 
nom
,
 
sg
));

   
node
(
X
,
 
attr
(
pulcher
,
 
a
,
 
fem
,
 
nom
,
 
sg
))
 
}
1
 
:-
 
word
(
X
,
 
pulchra
).

node
(
X
,
 
attr
(
latinus
,
 
a
,
 
fem
,
 
acc
,
 
sg
))
 
:-
 
word
(
X
,
 
latinam
).

1
{
 
node
(
X
,
 
attr
(
puella
,
 
n
,
 
fem
,
 
nom
,
 
sg
));

   
node
(
X
,
 
attr
(
puella
,
 
n
,
 
fem
,
 
abl
,
 
sg
))
 
}
1
 
:-
 
word
(
X
,
 
puella
).

1
{
 
node
(
X
,
 
attr
(
villa
,
 
n
,
 
fem
,
 
nom
,
 
sg
));

   
node
(
X
,
 
attr
(
villa
,
 
n
,
 
fem
,
 
abl
,
 
sg
))
 
}
1
 
:-
 
word
(
X
,
 
villa
).

node
(
X
,
 
attr
(
linguam
,
 
n
,
 
fem
,
 
acc
,
 
sg
))
 
:-
 
word
(
X
,
 
linguam
).

node
(
X
,
 
attr
(
discere
,
 
v
,
 
pres
,
 
3
,
 
sg
))
 
:-
 
word
(
X
,
 
discit
).

node
(
X
,
 
attr
(
in
,
 
p
))
 
:-
 
word
(
X
,
 
in
).

% ********** syntactic rules **********

0
{
 
arc
(
X
,
 
Y
,
 
subj
)
 
}
1
 
:-
 
node
(
X
,
 
attr
(
_
,
 
v
,
 
_
,
 
3
,
 
sg
)),
 
node
(
Y
,
 
attr
(
_
,
 
n
,
 
_
,
 
nom
,
 
sg
)).

0
{
 
arc
(
X
,
 
Y
,
 
dobj
)
 
}
1
 
:-
 
node
(
X
,
 
attr
(
_
,
 
v
,
 
_
,
 
3
,
 
sg
)),
 
node
(
Y
,
 
attr
(
_
,
 
n
,
 
_
,
 
acc
,
 
sg
)).

0
{
 
arc
(
X
,
 
Y
,
 
attr
)
 
}
1
 
:-
 
node
(
X
,
 
attr
(
_
,
 
n
,
 
Gender
,
 
Case
,
 
Number
)),
 
node
(
Y
,
 
attr
(
_
,
 
a
,
 
Gender
,
 
Case
,
 
Number
)).

0
{
 
arc
(
X
,
 
Y
,
 
prep
)
 
}
1
 
:-
 
node
(
X
,
 
attr
(
_
,
 
p
)),
 
node
(
Y
,
 
attr
(
_
,
 
n
,
 
_
,
 
abl
,
 
_
)),
 
X
 
<
 
Y
.

0
{
 
arc
(
X
,
 
Y
,
 
adv
)
 
}
1
 
:-
 
node
(
X
,
 
attr
(
_
,
 
v
,
 
_
,
 
_
,
 
_
)),
 
node
(
Y
,
 
attr
(
_
,
 
p
)),
 
not
 
leaf
(
Y
).

% ********** guaranteeing the treeness of the graph **********

1
{
 
root
(
X
)
:
node
(
X
,
 
_
)
 
}
1.

:-
 
arc
(
X
,
 
Z
,
 
_
),
 
arc
(
Y
,
 
Z
,
 
_
),
 
X
 
!
=
 
Y
.

:-
 
arc
(
X
,
 
Y
,
 
L1
),
 
arc
(
X
,
 
Y
,
 
L2
),
 
L1
 
!
=
 
L2
.

path
(
X
,
 
Y
)
 
:-
 
arc
(
X
,
 
Y
,
 
_
).

path
(
X
,
 
Z
)
 
:-
 
arc
(
X
,
 
Y
,
 
_
),
 
path
(
Y
,
 
Z
).

:-
 
path
(
X
,
 
X
).

:-
 
root
(
X
),
 
node
(
Y
,
 
_
),
 
X
 
!
=
 
Y
,
 
not
 
path
(
X
,
 
Y
).

leaf
(
X
)
 
:-
 
node
(
X
,
 
_
),
 
not
 
arc
(
X
,
 
_
,
 
_
).

```

## Сравнение реализаций
Ранние системы, такие как Smodels, использовали поиск с возвратом, чтобы найти решение. С развитием теории и практики в задачах выполнимости булевых формул (Boolean SAT solvers) увеличивалось количество ASP-решателей, спроектированных на основе SAT-решателей включая ASSAT и Cmodels. Они превращали ASP-формулу в SAT-предложение, применяли SAT-решатель, а затем превращали решение обратно в ASP-формы. Более современные системы, такие как Clasp, используют гибридный подход, используя конфликтующие алгоритмы без полного преобразования в форму булевой логики. Эти подходы позволяют значительно улучшить производительность, часто на порядок качественно лучше по сравнению с предыдущими методами с возвращением.
Проект Potassco работает поверх многих низкоуровневых систем, в том числе clasp, систему обоснователей gringo, и других.
Большинство систем поддерживают переменные, но не напрямую, а преобразовывая код с помощью систем вроде Lparse или gringo. Необходимость непосредственного обоснования может вызвать комбинаторный взрыв; таким образом, системы, которые выполняют обоснование «на лету», могут иметь преимущество.
| Платформа               | Платформа               | Платформа                                                     | Особенности         | Особенности            | Особенности  | Особенности  | Особенности    | Механика                                |
| Название                | Операционная система    | Лицензия                                                      | Переменные          | Функциональные символы | Явные наборы | Явные списки | Правила выбора |                                         |
| ----------------------- | ----------------------- | ------------------------------------------------------------- | ------------------- | ---------------------- | ------------ | ------------ | -------------- | --------------------------------------- |
| ASPeRiX                 | Linux                   | GPL                                                           | Да                  |                        |              |              | Нет            | обоснование «на лету»                   |
| ASSAT                   | Solaris                 | Бесплатная                                                    |                     |                        |              |              |                | основан на SAT-решателе                 |
| Clasp Answer Set Solver | Linux, macOS, Windows   | GPL                                                           | Да                  | Да                     | Нет          | Нет          | Да             | основан на SAT-решателе                 |
| Cmodels                 | Linux, Solaris          | GPL                                                           | Требует обоснования |                        |              |              | Да             | основан на SAT-решателе                 |
| DLV                     | Linux, macOS, Windows   | Бесплатная для академического и некоммерческого использования | Да                  | Да                     | Нет          | Нетs         | Да             | не Lparse-совместимый                   |
| DLV-Complex             | Linux, macOS, Windows   | GPL                                                           |                     | Да                     | Да           | Да           | Да             | основан на DLV — несовместимый c Lparse |
| GnT                     | Linux                   | GPL                                                           | Требует обоснования |                        |              |              | Да             | основан на smodels                      |
| nomore++                | Linux                   | GPL                                                           |                     |                        |              |              |                | комбинированные                         |
| Platypus                | Linux, Solaris, Windows | GPL                                                           |                     |                        |              |              |                | распределённый                          |
| Pbmodels                | Linux                   | ?                                                             |                     |                        |              |              |                | основан на псевдобулевском решателе     |
| Smodels                 | Linux, macOS, Windows   | GPL                                                           | Требует обоснования | Нет                    | Нет          | Нет          | Нет            |                                         |
| Smodels-cc              | Linux                   | ?                                                             | Требует обоснования |                        |              |              |                | основан на SAT-решателе                 |
| Sup                     | Linux                   | ?                                                             |                     |                        |              |              |                | основан на SAT-решателе                 |